# Ronde van Algerije
De Ronde van Algerije (Frans: Tour d' Algérie) is een meerdaagse wielerwedstrijd in Algerije en maakte van 2011-2016 en 2018 deel uit van de UCI Africa Tour. De wedstrijd werd in 1949 voor het eerst georganiseerd. De Belgische wielrenner Hilaire Couvreur won de wedstrijd twee keer en is, samen met Azzedine Lagab, recordhouder van het aantal eindoverwinningen.

## Lijst van winnaars

### Meervoudige winnaars
| Overwinningen | Renner           | Jaren      |
| ------------- | ---------------- | ---------- |
| 2             | Hilaire Couvreur | 1949, 1950 |
| 2             | Azzedine Lagab   | 2011, 2018 |

### Overwinningen per land
| Overwinningen | Land                                                       |
| ------------- | ---------------------------------------------------------- |
| 12            | Algerije                                                   |
| 4             | België                                                     |
| 3             | Polen                                                      |
| 2             | Duitse Democratische Republiek, Eritrea, Frankrijk, Zweden |
| 1             | Egypte, Italië, Marokko, Nederland, Spanje, Tunesië        |

2005 · 
2006 · 
2007 · 
2008 · 
2009 · 
2010 · 
2011 · 
2012 · 
2013 ·
2014 · 
2015 ·
2016 ·
2017 ·
2018 ·
2019 ·
2020 ·
2021 ·
2022 ·
2023 ·
2024 ·
2025
Belangrijkste wedstrijden

Ronde van Burkina Faso · La Tropicale Amissa Bongo · Ronde van Kameroen · Ronde van Marokko · GP Chantal Biya · Ronde van Rwanda